# جسر الشيخ حمد
جسر الشيخ حمد هو جسر يربط بين مدينتي المحرق والمنامة في البحرين.

## لمحة من التاريخ
كانت فكرة ربط مدينتي المحرق والمنامة بجسر طويل يمتد فوق مياه البحر العميقة التي تفصل بينهما وبمسافة ميل واحد تقريباً قديمة نسبياً منذ بدايات القرن العشرين.
حيث أن نوعية وسائل المواصلات كانت في غاية الصعوبة في تلك الفترة، فقد كان الأهالي يستغلون السفن الشراعية الصغيرة، ثم استعملت القوارب الصغيرة بعد منتصف العشرينات في عبورهم وتنقلهم بين المدينتين وكانت تسمى بالعبرات أو الجوالبيت، وكان في المحرق موقعين لرسو هذه العبرات الأول يقع عند حافة البحر من الجهة الغربية بالمحرق والمرسى الثاني يقع مقابل مركز الشرطة الغربي بالمحرق.
ففي عام 1929م بدأ بناء الجسر البحري بين المحرق والمنامة وقد تركت مساحة كبيرة أو بالأحرى ممر مائي عند نهاية هذا الجسر من المحرق وذلك لمرور السفن المتجه من الشمال إلى الجنوب أو العكس، وقد كلّف تشييد الجسر البحري (ميل واحد) 862.34 روبية.
وبعهدها توجهت نية الحكومة لأن تضع جسراً حديدياً متحركاً، لذلك فقد عملت السفن على جلب الحجارة البحرية لردم البحر، وبعد الانتهاء من ذلك بدأ التخطيط لتركيب جسر جديد متحرك على الممر المائي، وقد تكلف تشييده 29.349 جنيه استرليني.
وقد تم افتتاحه رسمياً في يوم 29 ذي الحجة عام 1360 الموافق 18 ديسمبر 1941م من قبل حمد بن عيسى بن علي آل خليفة (حاكم البحرين).
فقد قدّر عدد الذين عبروا الجسر خلال شهر واحد بثلاثين ألف شخص، وقدّر عدد الأفراد الذين بدأوا يعبرون الجسر مشياً في الأشهر الأولى من افتتاحه على الأقدام بمائتين شخص يومياً.
ونظراً للتكلفة الكبيرة التي صرفت على هذا الجسر، وضعت الحكومة رسوما تستوفى عن كل سيارة تعبر هذا الجسر سواء من المحرق إلى المنامة أو العكس. ولتسهيل القيام بهذه المهمة فقد بنيت مكاتب صغيرة عند بداية مدخل الجسر في كل من المنامة والمحرق.
و قدرت الإيرادات المستوفاة من رسوم عبور السيارات 2500 روبية شهرياً.
وكان هذا الجسر الحديدي المتحرك يفتح مرتين في اليوم ظهراً وبعد منتصف الليل ولمدة ساعة من الزمن. وكان الغرض من ذلك هو السماح بمرور السفن منه والمتجه شمالاً أو جنوباً.
وكانت عملية فتح هذا الجسر تتم خلال هاتين الفترتين عن طريق حجرة، حيث وضعت فيها الأجهزة الكهربائية والكابلات المتحكمة في عملية الغلق والانفتاح.
وقد أشارت الإحصائيات التي أخذت في عام 1938م، بأن ثلاثة ألاف شخص تقريباً يمرون من هذا الجسر يومياً في الاتجاهين، أما بالنسبة لأعداد السيارات التي كانت تقلهم فقد قدّر عددها ب 350 إلى 400 سيارة.
وبمرور الزمن وبسبب عوامل الطبيعة والمناخ وتأثره بالحركة المرورية فقد بني محله جسر آخر ثابت وأكبر حجماً، ثم ان هذا الجسر لم يلبث طويلا فقد تم استبداله أيضاً بجسر آخر من الإسمنت المسلح ذو مسارين مكون من عوارض صندوقية مزدوجة من الفولاذ عام 1973م.
ويربط جسر الشيخ حمد بين مدينتي المنامة والمحرق وهو يخدم حركة المرور فوق الممر المائي الفاصل بين المدينتين إضافة لتوفير ممر للمشاة وحركة المرور كذلك فإن جسم الجسر يحتوي على خطوط الخدمات الرئيسية لكل من مرافق الكهرباء والماء والمجاري والهاتف. وكان المعبر الوحيد بين المنامة والمحرق قبل افتتاح جسر الشيخ عيسى بن سلمان في عام 1997.
يبلغ طول الجسر 54 مترا بعرض إجمالي قدره 30 مترا باتجاهين ويتألف الجسر من أربعة عوارض فولاذية صندوقية الشكل تحمل بلاطات من الإسمنت المسلح. ويدعم هذه العوارض قناطر في كل من طرفي الجسر ودعامتين في وسط المعبر المائي تحت الجسر.
إن هذه القناطير والدعامات مبنية من الخرسانة المسلحة وذات قواعد وتدية من الخرسانة المحاطة بجدران فولاذية مشيدة على القاع الصخري لأرضية الجسر .

## الصيانة
في عام 1996 كلفت وزارة الأشغال والزراعة ممثلة بإدارة الطرق شركة في (المملكة المتحدة) بالقيام بالفحوصات اللازمة للتعرف على الحالة التي وصلت إليها إنشاءات الجسر.
وقد أشارت هذه الفحوص إلى أن حاجة الجسر الماسة إلى أعمال إصلاح وصيانة نتيجة لتدهور الحالة العامة للجسر. كذلك فقد قرر تقوية الجسر لتمكينه من تحمل عربات ذات حمولات ثقيلة لم تكن موجودة في البحرين عندما تم وضعت التصاميم الأولى له.
بعد إتمام الفحوصات لحالة الجسر تم تحضير التصاميم الأولية لعمليات التقوية المكثفة اللازمة حيث أن البلاطات والدعامات احتاجت إلى استبدال. والعوارض الصندوقية والقواعد احتاجت إلى تقوية ودعم بما في ذلك إضافة ركائز وتدية ايضاً. كذلك فقد اشتمل التصميم على تحديث مسارات خطوط الخدمات ودعمها خاصة خطوط المياه الثلاثة تحت البلاطات وكذلك صباغة العوارض الصندوقية.
وقد تم الأخذ بعين الاعتبار العمر المحدد للجسر ولذلك تم الاهتمام بوضع مواصفات العوارض الصندوقية.
لقد فصل التصميم وبعناية مراحل العمل لإنجاز هذا المشروع واخذ بعين الاعتبار ضرورة إبقاء مسارين من مسارات الجسر مفتوحة أمام الحركة المرورية أثناء أعمال الصيانة وعلية فان العمل على الجسر قد قسم إلى جزءين.
بدأ تنفيذ المشروع في 3 يناير 2000 على الجانب الجنوبي من الجسر نظرا لوجود كوابل كهربائية حيوية على الجانب الشمالي لا يمكن الاستغناء عنها خلال فصل الصيف وقد تم برمجة العمل على الجانب الشمالي من الجسر ليبدأ في خريف عام 2000.
لقد تركز العمل في البداية على إنجاز الركائز الوتدية الجديدة التي تم إنشاؤها محاذية لنهاية الدعامات التي تتصل مباشرة بالجدار الاستنادي الحاجز للدفان على جانبي الجسر والتي سيتم تكبيرها أيضا.
في المجموع تم إنشاء 32 ركيزة على الجانب الجنوبي من الجسر طول 25 مترا مع نهاية شهر مارس عام 2000.
إن الأطر الداعمة لمرافق الخدمات قد جرى فكها من البلاطات قبل أزالتها. وقد تطلب الأمر جهدا مكثفا للتحضير لربط الأطر بجوانب العوارض الصندوقية ولتحقيق ذلك جرى بناء منصات كبيرة تحت الجسر دون المساس بحرية الملاحة تحته. وبعد إتمام هذا العمل الدقيق أمكن البدء بإزالة البلاطات. هذا وقد تم تنفيذ هذا العمل بالمزج بين أسلوب الهدم بالهواء المضغوط والقطع باستخدام منشار خاص بقطر 900 ملم يمكنه قطع أجزاء كبيرة من البلاطات كقطعة واحدة.
لقد تم لحام ألواح تقوية على جوانب وقاعدة العوارض الصندوقية لزيادة قدرة التحميل على الجسر. وقد تطلب الأمر تركيب نظام للإضاءة والتهوية داخل العوارض الصندوقية لتسهيل إنجاز العمل في هذه المساحة المغلقة
إن عملية استبدال الدعامات التي ترتكز عليها العوارض كانت معقدة لدرجة كبيرة. وقد تطلب الأمر رفع هذه العوارض عن الدعامات المستندة عليها مؤقتا بهياكل فولاذية، ومن ثم إزالة الدعامات القديمة وبناء دعامات جديدة مكانها. وبعد ذلك تمت إعادة العوارض الصندوقية لترتكز على هذه الدعامات ومن ثم إزالة الهياكل الفولاذية المؤقتة.
بعد إنجاز تثبيت الركائز الوتدية وبدء العمل في إنجاز المصاطب الحالية، تركيب أنابيب المياه، تقوية العوارض الصندوقية وإنشاء القواعد الجديدة سيمكن في إنشاء البلاطات الجديدة.
وتنتهى أعمال الصيانة بعملية التبليط وإنشاء الحواجز الواقية حيث يمكن حينها فتح الجزء الجنوبي لحركة المرور والانتقال إلى الجهة الشمالية للقيام بنفس العمل. هذا فإنه من المتوقع أن يتم إنجاز الأعمال على هذا الجسر وفتحة أمام حرك، المرور مع نهاية يونيو 2001.

## الجسر الواصل بين المحرق وعراد
كان الأهالي في السابق يستغلون السفن الشراعية في تنقلاتهم بين مدينة المحرق وقرية عراد، ثم وبمرور الزمن قل الاعتماد على هذه السفن إلى أن اختفت تماماً حيث تحول استخدام الناس للشارع الذي يصل مطار البحرين ثم إلى عراد، إلى أن تم تشييد جسر صغير يربط بين المحرق وعراد عام 1983م.